# Nabrzeże Admiralicji

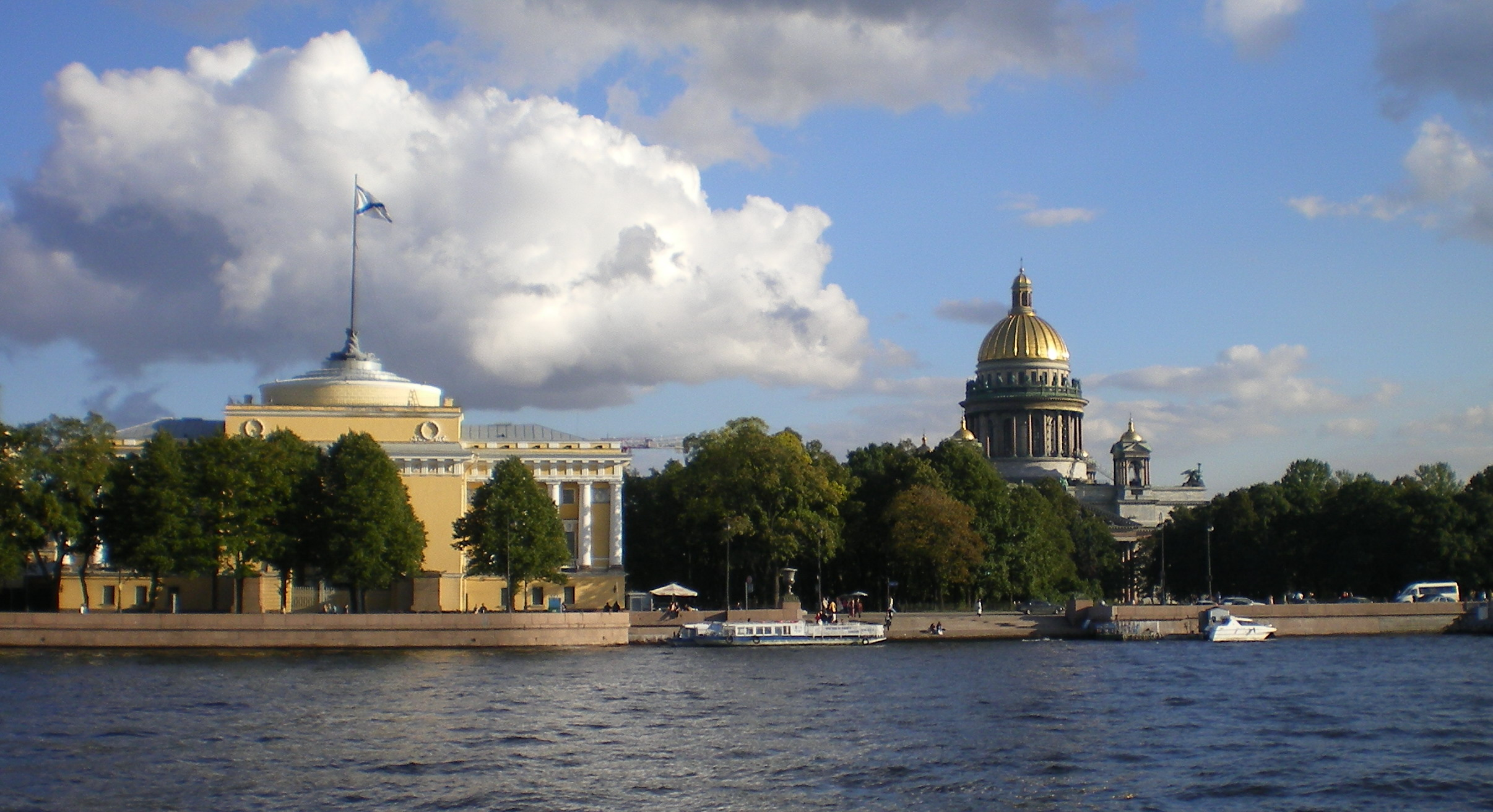
Widok na Nabrzeże Admiralicji z Newy: widoczny budynek na nabrzeżu pod nr 16 oraz sobór św. Izaaka

Nabrzeże Admiralicji (ros. Адмиралтейская набережная, Admirałtiejskaja nabierieżnaja) – bulwar na lewym, południowym brzegu Newy, w Petersburgu, w rejonie admirałtiejskim, na 2 wyspie Admiralicji. Rozpoczyna swój bieg przy Moście Pałacowym, stanowiąc kontynuację Nabrzeża Pałacowego w kierunku zachodnim, kończy go natomiast na Placu Senackim, od którego biegnie dalej Nabrzeże Angielskie.

## Historia

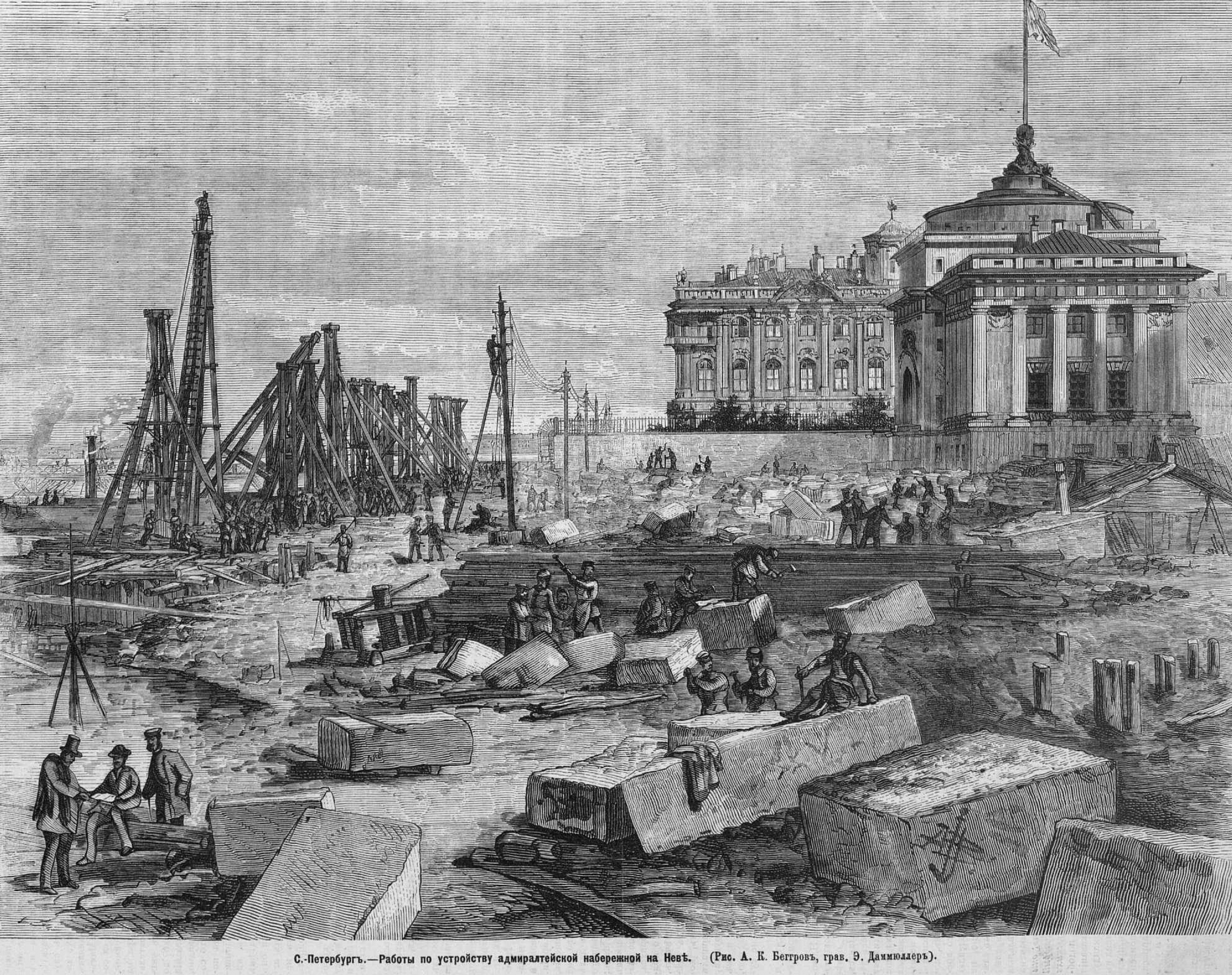
Urządzanie Nabrzeża, 1873 r.

W 1704 r. Piotr I założył w budowanym Petersburgu, na południowym brzegu Newy, pierwszą stocznię. W jej sąsiedztwie osiedlali się pracujący w niej rzemieślnicy, mechanicy i marynarze. Stocznia została przeniesiona w inne miejsce w 1710 r., a na jej miejscu wzniesiono kompleks budynków Admiralicji. Początkowo na sąsiadującym z nim odcinku nabrzeża znajdowała się łąka, dopiero w latach 1770-1788 r. brzeg rzeki do Placu Senackiego umocniono granitem. W latach 1820–1824 r. na brzegu zbudowano dwie przystanie: Pietrowską i Pałacową. Od 1727 r. rejon Admiralicji łączył z Wyspą Wasylewską most pontonowy, a od 1850 r. stały Most Błagowieszczeński. Nabrzeże przybrało współczesny wygląd w latach 1873-1874, kiedy ostatecznie zasypano doki i kanały na terenie Admiralicji, a całą drogę umocniono granitem. Wtedy też zaczęła być używana oficjalna nazwa Nabrzeże Admiralicji. Od 1875 r. nabrzeże funkcjonowało jako reprezentacyjny bulwar, od 1879 r. otwarty dla ruchu kołowego.

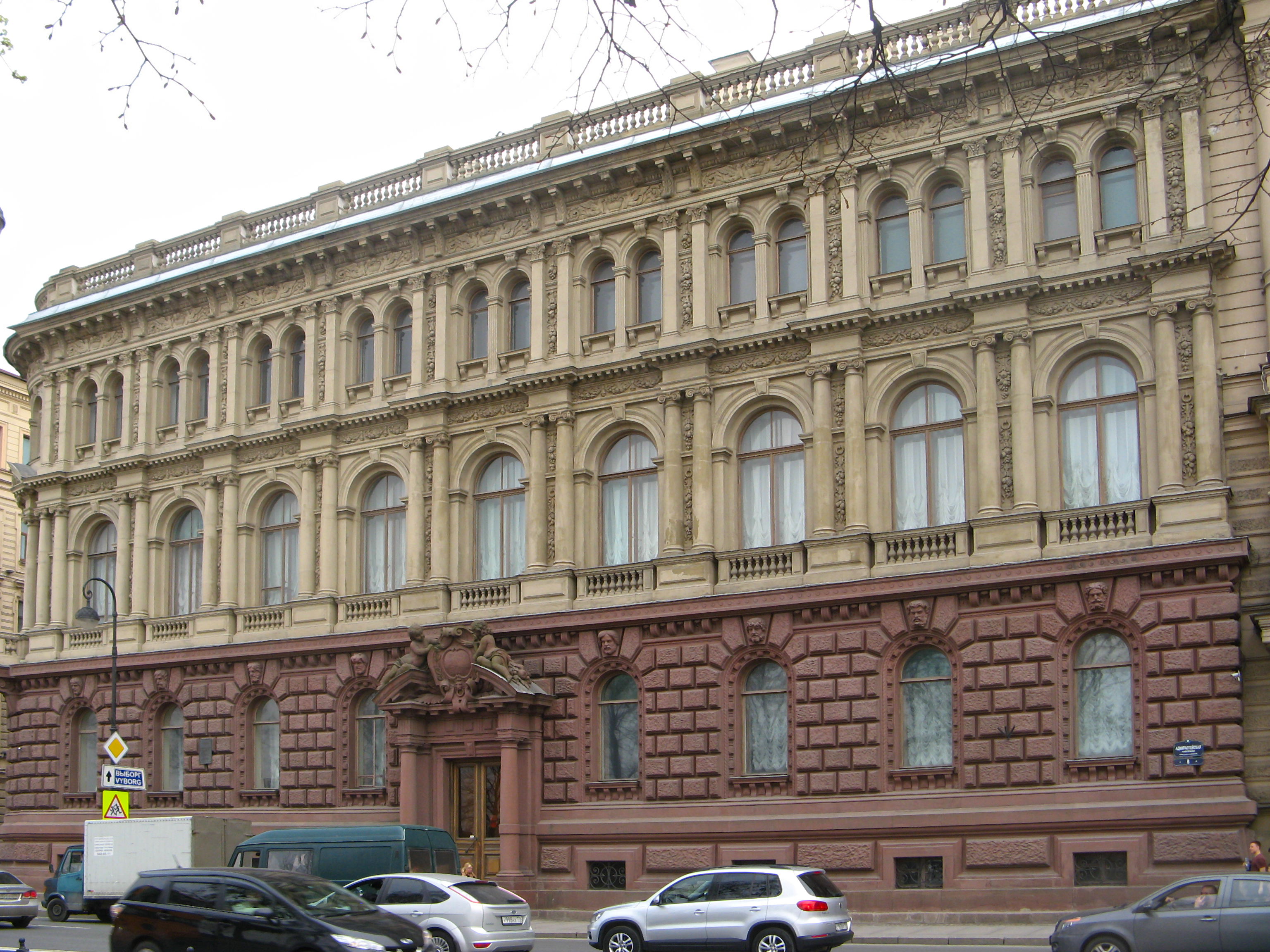
Pałac wzniesiony dla Michała Michajłowicza pod nr 8

W końcu XIX w. i na pocz. XX w. przy nabrzeżu powstało kilka budynków użyteczności publicznej, kamienic oraz willi miejskich, zezwolono bowiem na wznoszenie nowych obiektów między pawilonami Admiralicji. Powstała wówczas neorenesansowa rezydencja wzniesiona dla wielkiego księcia Michała Michajłowicza (nr 8), siedziby Banków Ziemskich Szlacheckiego i Włościańskiego (nr 12 i 14). W 1905 r., w dniu tzw. krwawej niedzieli Nabrzeżem Admiralicji przeszła jedna z robotniczych demonstracji, zmierzających pod Pałac Zimowy.     
W 1918 r. nabrzeżu nadano imię rewolucjonisty Siemiona Roszala. Nazwa historyczna została przywrócona w 1944 r.